# Fuerzas Autónomas y Destructivas León Czolgosz
Las Fuerzas Autónomas y Destructivas León Czolgosz (o también conocidas como Fracción autónoma de ataque Leon Czolgosz) fueron una célula anarquista chilena formada en septiembre del 2006, conocida por sus atentados contra la Agencia Nacional de Inteligencia de Chile y la embajada británica en Chile. El nombre del grupo fue en honor al anarquista estadounidense León Czolgosz, quien el 6 de septiembre de 1901 asesinó de dos balazos a quemarropa al entonces presidente de los Estados Unidos William McKinley

## Contexto
Este fue uno de varias células anarquistas que se crearon a finales de la segunda parte de los años 2000, donde comúnmente atacaban sus objetivos con extintores rellenos de pólvora o cualquier explosivo de mediano poder. Alrededor de dos tercios de las bombas detonaron, con el resto desactivado. Los objetivos incluyen bancos (aproximadamente un tercio de las bombas), estaciones de policía, cuarteles del ejército, iglesias, embajadas, la sede de partidos políticos, oficinas de empresas, juzgados y edificios gubernamentales, además de detonar . Las bombas detonan principalmente por la noche, y rara vez hay heridos entre los transeúntes, ninguno grave. La única víctima mortal fue un joven anarquista, Mauricio Morales, quien murió el 22 de mayo de 2009 por una bomba que llevaba. En 2011, otro anarquista, Luciano Pitronello, resultó gravemente herido por una bomba que estaba plantando. Alrededor de 80 grupos diferentes se atribuyeron la responsabilidad de los ataques; Las autoridades no saben si están tratando con un grupo que cambia continuamente su nombre o con muchas celdas separadas. Algunos grupos se nombran a sí mismos como antiguos anarquistas en todo el mundo, incluidos León Czolgosz, quien asesinó al presidente de los Estados Unidos William McKinley en 1901, y Jean-Marc Rouillan, un militante de izquierda francés encarcelado. "Los amigos de la pólvora" también se han registrado.

## Historia

### Ataque contra la ANI
El 18 de enero del 2006 un artefacto explotó cerca de la Agencia Nacional de Inteligencia (ANI). Un trabajador municipal resultó lesionado mientras limpiaba el sector. Días después el grupo clamó responsabilidad del ataque en un comunicado, advirtiendo que comunicados de otras células son rápidamente bajados de internet y, por lo tanto, algunos ataques han pasado desapercibidos.
El grupo también se responsabilizo de un ataque incendiario a las puertas de la Catedral castrense de Chile, ocurrido el 7 de septiembre del 2006, al día siguiente se tenía planeado una misa en honor a los soldados muertos durante el frustrado atentado contra el ex dictador Augusto Pinochet en Cajón del Maipo. El ataque solo dejó daños materiales en las puertas y un corte parcial del suministro eléctrico de algunos locales comerciales colindante a la Iglesia. Además el grupo se responsabilizo por arrojar un Coctel Molotov a uno de los ventanales del Palacio de La Moneda, esto durante una manifestación en conmemoración del golpe de Estado de 1973
Las autoridades chilenas arrestaron a Jorge Lizama Sazo (19 años) el 31 de marzo, durante una manifestación del Día del joven combatiente involucrado posteriormente en el ataque al auto de la ministra Gloria Ana Chevesich, además de ser sospechoso de estar relacionado con los ataques anteriores. Lizama fue dejado en libertad el 11 de abril por falta de pruebas, pero debió acudir semanalmente a firmar a la Fiscalía Centro Norte.

### Atentados posteriores
El siguiente ataque del grupo no fue hasta el 12 de abril del 2007, cuando incendiaron las puertas de la sede del Partido Socialista de Chile, y el 16 de julio se registró una explosión contra la embajada británica en Chile alrededor de las 02:00 a. m. misma que dejó únicamente daños materiales a los ventanales y puertas del edificio, informaron miembros del GOPE. Al día siguiente el grupo clamó responsabilidad del ataque, diciendo que era retaliación a la intervención británica a la Guerra de Irak y en Afghanistán, siendo este otro ataque de gran envergadura realizado por el grupo.
El 15 de octubre del 2008 miembros del grupo abandonaron un artefacto explosivo en el estacionamiento del casino perteneciente a la Policía de Investigaciones de Chile, ubicado en la comuna de Plaza Brasil. El explosivo fue desactivado por miembros del GOPE, resaltando el parentesco con el detonado unos meses antes en la comuna de Ñuñoa. En el comunicado el grupo dice "Verdugos profesionales de la represión no nos hemos olvidado de ustedes, nuestros ataques serán cada vez más certeros e incesantes", diciendo que el ataque fue en respuesta al asesinato de Jhonny Cariqueo y Marcelo Gonzáles, por parte de oficiales de Carabineros durante el 2008. No fue hasta 2009 cuando el grupo junto a la Banda Antipatriota Severino di Giovanni y Columnas Armadas y Desalmadas Jean Marc Rouillan sacaron un documento donde anunciaban más ataques, aunque no volvieron a clamar otro.